# Micropteropus pusillus
Micropteropus pusillus é uma espécie de morcego da família Pteropodidae. Pode ser encontrada na África Ocidental e Central.